# Exército de Libertação Nacional (Peru)
O Exército de Libertação Nacional (abreviado como ELN, espanhol: Ejército de Liberación Nacional ) foi um grupo guerrilheiro peruano. Ela buscava reunir militantes independentemente de sua filiação política. Um movimento de curta duração que foi formado em 1962 e realizou inúmeras pequenas escaramuças e ações que culminaram em um pico de sete meses de ações militantes em 1965, o ELN foi amplamente disperso pelo Exército Peruano em dezembro de 1965.

## Formação
O grupo tinha uma composição variada que passou a compartilhar um "certo desdém pela 'política' e suspeita de qualquer tipo de organização partidária", bem como alguns membros descontentes do Partido Comunista Peruano. Este novo movimento incluiu alguns antigos membros do braço jovem do MIR.
Hector Bejar, um dos comandantes militares do ELN, resumiu-o mais tarde como uma tentativa de criar uma "associação livre de revolucionários" e "um exército que unisse os combatentes independentemente das suas ideologias ou afiliações políticas". Após o seu colapso, Bejar observou que um dos seus principais erros foi não estabelecerem contatos e manterem comunicações abertas com movimentos revolucionários maiores que os poderiam ter apoiado quando foram atacados pelo Exército Peruano; em vez disso, optaram por acreditar que poderiam permanecer auto-suficientes e confiar em recrutas locais das aldeias e plantações.
Em 1962, o grupo se considerou sob a liderança de Juan Pablo Chang Navarro.

## Atividade militante
O ELN formou grupos de treino móveis, desejando que fossem enviados guerrilheiros profissionais para terrenos acidentados em vez de voluntários não treinados. Acredita-se também que cerca de cinquenta membros do grupo estavam entrando no sul do Peru vindos da Bolívia, após receberem treinamento em Cuba. O grupo recebeu assistência do boliviano Rodolfo Saldaña, que partiu no final daquele ano para lutar na Argentina.
Em janeiro de 1963, um grupo liderado pelo poeta Javier Heraud, de 21 anos, e Alain Elias cruzou a Bolívia, onde pegaram armas e entraram no sul do Peru. Acometida pela Leishmaniose, a equipe de 15 pessoas decidiu, no entanto, entrar na cidade de Puerto Maldonado em 15 de maio para buscar suprimentos médicos.
Segundo uma fonte, a polícia local foi avisada do avanço do grupo e capturou os seis membros da equipa que tinham sido enviados para os limites da cidade. Segundo outras fontes, os seis militantes fizeram check-in no hotel local, e um policial que ouviu falar do ocorrido foi até o hotel para exigir documentos de identificação dos jovens. Quando eles se recusaram a mostrar identificação, outros policiais foram chamados e os escoltaram até a prisão local; um dos guerrilheiros sacou uma arma e matou o sargento Aquilino Sam Jara. Os agentes revidaram, ferindo dois militantes enquanto os outros fugiam na esperança de escapar à captura. De qualquer forma, Elias, Abraham Lama e Pedro Morote foram todos capturados poucos dias depois de entrarem na cidade. Heraud foi baleado no peito e morto enquanto passava pela cidade em uma canoa . Héctor Bejar foi um dos poucos a escapar e foi-lhe difícil reconstruir o grupo militante.
Em 1965, quando o MIR anunciou que estava a iniciar operações militantes em resposta à prisão de Hugo Blanco e à ascensão ao governo de Fernando Belaunde Terry, o ELN ainda não estava pronto para iniciar as operações, mas sentiu-se pressionado a tornar-se operacional prematuramente. Formou a Brigada Javier Heraud como sua coluna principal e se mudou para o sopé densamente florestado de San Miguel em abril.
Em junho de 1965, o ELN tomou a fazenda Runateullo e destruiu a ponte da rodovia Satipo que levava até ela, atacou uma mina local e assaltou a Andamarca [es] delegacia de polícia. O grupo também lançou uma emboscada em Yahuarina, onde 17 militantes do ELN atacaram um grupo de Guardas Civis, matando nove, ferindo nove e fazendo doze prisioneiros (que foram posteriormente libertados). Mais tarde, funcionários do governo afirmaram que havia provas de que os mortos tinham sido torturados.
Naquele verão, Guillermo Lobaton liderou um grupo de militantes do ELN que atacaram um acampamento de Rangers do Exército, capturando armas e suprimentos; foi esta ação que divulgou pela primeira vez o nome da Brigada Javier Heraud.
Em 25 de setembro de 1965, o ELN liderou a tomada da fazenda Chapi e a execução dos dois irmãos que supervisionavam a plantação. Os irmãos Carillo, donos da propriedade que se estendia por uma grande área da província de La Mar, foram acusados de serem cruéis com seus trabalhadores contratados e não remunerados, frequentemente chicoteando-os e aprisionando-os e, em um caso em janeiro de 1963, de terem estrangulado e decapitado um fazendeiro arrendatário que se opôs à apreensão de seu gado. Após as notícias da morte dos irmãos, a Guarda Civil ocupou a plantação sob vaia dos trabalhadores.